# Eagle Diamond

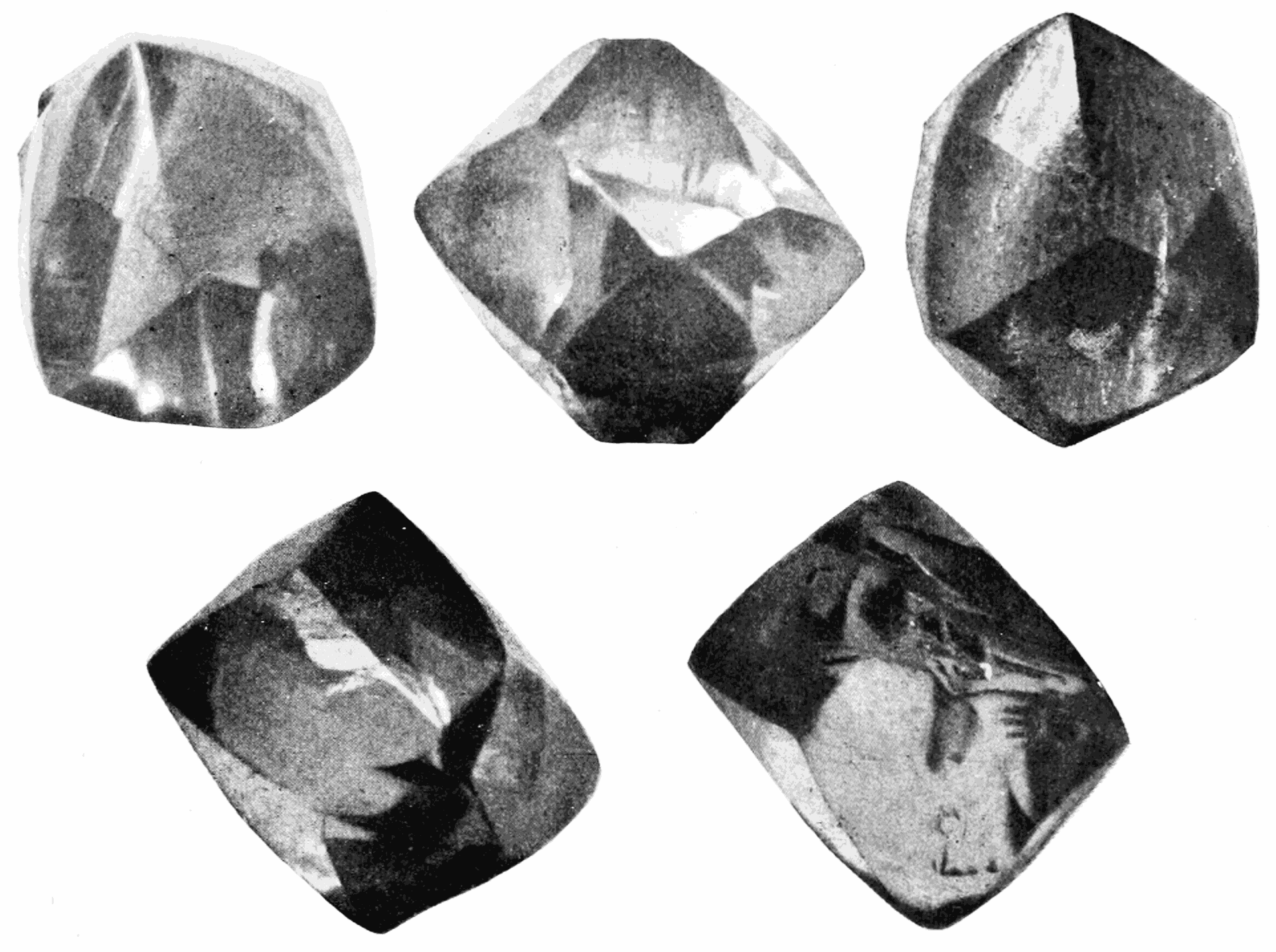
Vijf foto's van de eagle diamond.

De Eagle Diamond is een diamant van 16,25 karaat (3,25 g). Hij werd in 1876 ontdekt in Eagle, Wisconsin door een man genaamd Charles Woods terwijl hij een put aan het graven was. Het land waarop hij aan het graven was was niet van hem, maar was eigendom van Thomas Deveraux. Charles en zijn vrouw waren huurders. Woods dacht dat de steen niet erg waardevol was en ging ervan uit dat het een topaas was omdat de steen een warme zonnige kleur had. Enkele jaren later, toen de familie Woods een moeilijke tijd doormaakte, verkocht Clarissa de steen voor $100 aan Samuel B. Boynton uit Milwaukee. Een tijd na de koop nam Boynton de steen mee naar Chicago voor taxatie, waarbij ontdekt werd dat de steen een diamant was die minstens $700 waard bleek te zijn.
Boynton verkocht de diamant aan Tiffany’s in Manhattan voor $850. Daar bleef hij tot de Eerste Wereldoorlog. John Pierpont Morgan kocht de diamant en gaf hem cadeau aan het American Museum of Natural History in New York. Daar werd hij tentoongesteld in de J.P. Morgan tentoonstellingsruimte samen met de Star of India en de DeLong Star Ruby tot hij op 29 oktober 1964 werd gestolen door Jack Murphy.
Op het moment van ontdekking van de steen was het de grootste diamant die ooit gevonden was in de Verenigde Staten. Er wordt aangenomen dat de Eagle Diamond in kleinere stenen is gesplitst en dus niet meer bestaat.